# Tang Yi
Tang Yi (em chinês:  唐奕; Xangai, 8 de janeiro de 1993) é uma nadadora chinesa que conquistou uma medalha de bronze nos Jogos Olímpicos de Londres de 2012, na prova dos 100 metros livre.